# Asesinatos de la familia de Setagaya
Los asesinatos de la familia de Setagaya (en japonés, 世田谷一家殺害事件, lit. ‘el caso del asesinato familiar en Setagaya’) es el nombre que recibe un crimen sin resolver que tuvo lugar en Tokio, Japón, el 30 de diciembre de 2000. Los cuatro miembros de la familia Miyazawa, los padres Mikio y Yasuko, y los hijos Niina y Rei, fueron asesinados durante un allanamiento de morada que se prolongó varias horas hasta la madrugada del 31 de diciembre.
Aunque el agresor dejó en la escena del crimen numerosos restos de ADN y huellas dactilares, permanece sin ser identificado. Hasta la fecha, más de 280 mil agentes del Departamento de la policía metropolitana de Tokio han participado en el caso.
La inusual violencia del crimen, y la incapacidad de la policía para aprehender al culpable, tuvieron un profundo impacto en la sociedad japonesa y fueron discutidos frecuentemente en los medios de comunicación. Durante los años posteriores al asesinato, surgieron múltiples asociaciones civiles que consiguieron la revocación de la prescripción penal en Japón para ciertos crímenes violentos.

## Detalles del caso

### La familia Miyazawa
Los cuatro miembros de la familia Miyazawa vivían desde 1991 en Kamisoshigaya, un área residencial del barrio tokiota de Setagaya. La casa, con dos pisos y un ático, estaba situada al lado de un parque infantil y cercana a las pistas de béisbol de la Universidad de Komazawa.
El padre, Mikio Miyazawa (宮沢 みきお), de 44 años en el momento del crimen, era oficinista. La madre, Yasuko (宮沢 泰子), de 41 años, era profesora particular. Tenían una hija, Niina (宮沢 にいな), de 8 años; y un hijo, Rei (宮沢 礼), de 6, con trastorno del desarrollo. An, la hermana mayor de Yasuko, era propietaria de una vivienda cercana a la de los Miyazawa, pero la mayor parte del tiempo estaba deshabitada y la utilizaba Yasuko para impartir clases.

### Desarrollo del crimen
La noche del 30 de diciembre de 2000, aproximadamente a las 23:00, un hombre sin identificar accedió a la vivienda de los Miyazawa a través de una pequeña ventana situada en el baño del segundo piso. Desde allí fue al dormitorio de Rei, que estaba durmiendo, y lo estranguló. Rei fue el único miembro de la familia que no fue apuñalado.
La policía cree que la siguiente víctima fue Mikio. Su cuerpo fue encontrado junto a las escaleras de la primera planta, donde tenía su oficina, con múltiples heridas por arma blanca en el pecho, los brazos, las piernas, los glúteos y la cabeza. Los investigadores determinaron que había muerto por hemorragia. Yasuko y Niina, que estaban durmiendo en el ático, fueron las últimas víctimas. Recibieron varias puñaladas, principalmente en la cabeza y el cuello, hasta después de haber muerto. El criminal utilizó un cuchillo de sashimi y un cuchillo santoku que encontró en casa de los Miyazawa.
Después de haber asesinado a los cuatro miembros de la familia, el criminal permaneció varias horas en la vivienda. Consumió helado y té de cebada que había en el frigorífico de la cocina y utilizó un botiquín de primeros auxilios. También inspeccionó y destruyó algunos documentos familiares en la oficina del primer piso y dejó ciertos efectos personales, como la cartera de Mikio y las llaves del domicilio, dentro del inodoro del baño del segundo piso, donde previamente había defecado sin tirar de la cadena.
A la 1:18 de la mañana, el criminal utilizó el ordenador personal de Mikio para acceder a internet. Creó una nueva carpeta y visitó algunas páginas web. Es su último movimiento conocido.

## Investigación
Haruko, la madre de Yasuko, acudió a la vivienda de los Miyazawa cerca de las 10:00 al no haber podido contactar por teléfono con su hija. A la misma hora se registró un nuevo acceso a internet desde el ordenador de Mikio, aunque el criminal no seguía en el domicilio y se cree que fue una conexión accidental. La policía recibió el primer aviso a las 10:56. El jefe de la comisaría de Seijo, Takeshi Tsuchida, estuvo a cargo de la investigación.
Dada la cantidad de restos presentes en la escena del crimen, a la que se refirieron como «montaña de pruebas» (証拠の山), la policía no preguntó a posibles testigos durante los inicios de la investigación, aunque recibió avisos por dos posibles avistamientos. Una mujer aseguró haber visto desde su vehículo a un hombre abandonar el domicilio de los Miyazawa sobre las 23:30; dicho hombre esquivó por poco su coche y después huyó corriendo. El 31 de diciembre, en la estación de Tōbu-Nikkō en Nikkō, un hombre tuvo que ser atendido de urgencia tras haber sido herido de gravedad en la mano con un arma blanca. La policía descartó que estos incidentes estuvieran relacionados con el asesinato de los Miyazawa.
Además de ADN y huellas dactilares, la policía también encontró numerosos objetos personales del criminal: una riñonera fabricada entre 1995 y 1999 en Corea, una bufanda desgastada, unas zapatillas deportivas Slazenger también fabricadas en Corea que nunca estuvieron a la venta en Japón, una camiseta de manga larga de la que se habían vendido menos de 130 unidades, un gorro de lana, una chaqueta de Uniqlo y unos guantes negros. En un pañuelo se detectaron restos del perfume francés Drakkar Noir, mientras que en los bolsillos de la chaqueta se encontraron restos de excrementos de pájaros y hojas de zelkova serrata y de salix.
En una grabación de seguridad del 29 de diciembre de 2000, la policía avistó a un hombre de entre 20 y 30 años con el pelo corto saliendo de la estación Kichijōji en Musashino, donde se encuentra la tienda en la que se compró el cuchillo utilizado en el crimen. Aunque la calidad de la imagen es insuficiente para identificar al hombre, se trata, junto a los objetos que dejó en la escena del crimen, de otra prueba que apunta a que podría residir en las inmediaciones de las líneas Chūō y Keiō, al oeste de la ciudad.
La policía no ha podido establecer un móvil, aunque baraja la posibilidad de que el crimen no fuera premeditado. El criminal se llevó únicamente 1500 yenes y dejó en el domicilio más de 190 mil, por lo que el robo se considera un motivo improbable. Dada la violencia con la que se cometieron los crímenes, un motivo factible es la venganza. Según la teoría del periodista de investigación Fumiya Ichihashi, el criminal sería un antiguo militar del ejército surcoreano que trabajaba como sicario.

### Análisis forense
En 2005, los análisis de ADN revelaron que el criminal tiene origen parcialmente europeo por parte materna, concretamente del sur o de una zona cercana al Mar Adriático, mientras que el padre es de Asia Oriental. Su grupo sanguíneo es A, el más común en Japón.
Ninguna de las huellas dactilares encontradas estaba en la base de datos de la policía, lo que significa que el criminal no tiene antecedentes penales en Japón. Se han realizado más de 8 millones de comprobaciones con otras huellas dactilares, pero ninguna ha dado resultado.

### Posible aspecto físico del criminal
El departamento de la policía metropolitana de Tokio cree, con base en las pruebas recogidas en la escena del crimen y la grabación de Musashino, que el criminal tendría entre 15 y 35 años de edad el momento de los asesinatos, mediría aproximadamente 170 centímetros y tendría el pelo corto y oscuro, además de ser diestro. Podría ser de origen coreano.

## Actualidad
En 2015, 15 años después de los asesinatos, la policía de Tokio realizó una ceremonia solemne a las afueras del domicilio en homenaje a las víctimas.
La policía ha recibido más de 15 mil pistas gracias a la colaboración ciudadana y continúa realizando pruebas de ADN y cotejando las huellas dactilares encontradas en la escena del crimen. La recompensa por ofrecer información que lleve a la detención del culpable es de 20 millones de yenes.
En 2022, Universal Audio lanzó el podcast FACELESS (en inglés). Escrito y presentado por el autor español/británico Nicolás Obregón, el podcast investiga el caso en profundidad, poniendo en tela de juicio muchas suposiciones.